# Rhaphithamnus
Rhaphithamnus, maleni biljni rod iz porodice sporiševki (Verbenaceae) smješten u tribus Rhaphithamneae ined. Sastoji se od dvije vrste stabala ili grmova, jedno iz Čilea i Argentine, i drugo ograničeno na otočje Juan Fernández . Opisan je u Transactions of the Linnean Society of London 27: 95. 1870.  

## Ljekovitost u narodnoj medicini
Kod čileanskih Indijanaca Huilliche još uvijek se štuje biljka R. spinosus kao šamansko drvo, jer donosi moć, znanje i spoznaju; nudi magičnu zaštitu; i može liječiti (Nakashima Degarrod n.d., 8).

## Vrste
1. Rhaphithamnus spinosus (Juss.) Moldenke, tipična vrsta kao Citharexylum cyanocarpum Hook. & Arn.
2. Rhaphithamnus venustus (Phil.) B.L.Rob.

## Sinonimi
- Guayunia Gay ex Moldenke; Repert. Spec. Nov. Regni Veg. 42: 63 (1937)
- Horbleria Pav. ex Moldenke; Repert. Spec. Nov. Regni Veg. 42: 63 (1937)
- Poeppigia Bertero ex Ferussac; Bull. Sci. Nat. 23: 109 (1830)